# Rhagada globosa
Rhagada globosa är en snäckart som beskrevs av Alan Solem 1997. Rhagada globosa ingår i släktet Rhagada och familjen Camaenidae. Inga underarter finns listade i Catalogue of Life.